# Clathria obliqua
Clathria obliqua är en svampdjursart som först beskrevs av George och Wilson 1919.  Clathria obliqua ingår i släktet Clathria och familjen Microcionidae.
Artens utbredningsområde är North Carolina. Inga underarter finns listade i Catalogue of Life.